# Mana Dembélé
Mana Dembélé (Ivry-sur-Seine, 29 novembre 1988) è un calciatore francese naturalizzato maliano, attaccante dell'Ivry.

## Carriera

### Club
Dal 2006 al 2014 gioca tra la settima e la seconda serie francese con diverse squadre. Nel 2014 esordisce in Ligue 1 con il Guingamp, con cui vince la Coppa di Francia; successivamente gioca in Ligue 2 col Nancy e poi nuovamente in Ligue 1 col Giungamp. Nell'estate del 2016 passa al Le Havre, in Ligue 2.

### Nazionale
Con la Nazionale maliana ha esordito nel 2013 e nei due anni successivi ha giocato in totale 9 partite, senza mai segnare.

## Palmarès

### Club

#### Competizioni nazionali
- Coppa di Francia: 1

Guingamp: 2013-2014